# Villefontaine
Villefontaine település Franciaországban, Isère megyében. Lakosainak száma 19 018 fő (2022. január 1.). Villefontaine Bonnefamille, Four, Frontonas, Roche, Saint-Quentin-Fallavier, Vaulx-Milieu és La Verpillière községekkel határos.

## Népesség
A település népessége az elmúlt években az alábbi módon változott:
| Lakosok száma | 452  | 10 005 | 16 171 | 18 407 | 18 168 | 18 891 | 18 763 | 18 835 | 18 891 | 19 018 |
|               | 1968 | 1982   | 1990   | 2006   | 2013   | 2015   | 2017   | 2019   | 2020   | 2022   |